# Рафал Омелко
Рафал Омелко  (пољ. Rafał Omelko; Вроцлав, Пољска, 16. јануар 1989) је пољски атлетичар, чија је специјалност трчање на 400 метара и 400 метара са препонама.

## Спортска биографија
У 2008. години, био је члан штафете 4 к 400 метара, која у Бидгошћу, заузела пето место на Светском јуниорском првенству. Од тада је стални члан пољске штафете на светским и европским првенствима. Науспешнији је био на Европском првенству 2014.у Цириху, када су били трећи. Успешнији су били на Европском првенству у дворани 2015. у Прагу освојивши друго место са новим рекордом Пољске 3:02,97 мин. Па првенству у Прагу, Омелко се такмичио и на 400 метара и био трећи.
На Светском првенству у дворани 2018. у Бирмингему био је члан победниче штафете Пољске која је поставила нови светски рекорд у двортани резултатом 3:01,77. Штафета је у финалу трчала у саставу:Карол Залевски, Рафал Омелко,, Лукаш Кравчук и Јакуб Кшевина.

## Значајнији резултати
| Год.   | Такмичење                      | Место                           | Плас.  | Дисциплина | Рез.       |                                         |
| Пољска | Пољска                         | Пољска                          | Пољска | Пољска     | Пољска     |                                         |
| ------ | ------------------------------ | ------------------------------- | ------ | ---------- | ---------- | --------------------------------------- |
| 2008   | Светско јуниорско првенство    | Бидгошћ, Пољска                 | 5.     | 4 х 400 м  | 3:08,65    |                                         |
| 2010   | Европско првенство             | Барселона, Шпанија              | 24.    | 400 м пр.  | 52,54      |                                         |
| 2013   | Европско првенство у дворани   | Гетеборг, Шведска               | –      | 4 x 400 м  | Диск.      |                                         |
| 2013   | Универзијада                   | Казањ, Русија                   | 4.     | 400 м      | 45,69      |                                         |
| 2013   | Светско првенство              | Москва, Русија                  | 9.     | 4 х 400 м  | 3:01,73    |                                         |
| 2014   | Светско првенство у дворани    | Сопот, Пољска                   | 9      | 400 м      | 46,94      |                                         |
| 2014   | Светско првенство у дворани    | Сопот, Пољска                   | 4.     | 4 х 400 м  | 3:04,39    |                                         |
| 2014   | ИААФ Светско првенство штафета | Насау, Бахаме                   | 19.    | 4 x 400 м  | 3:05,16    | Архивирано на веб-сајту (2. април 2018) |
| 2014   | Европско првенство             | Цирих, Швајцарска               | 21     | 400 м      | 46,69      |                                         |
| 2014   | Европско првенство             | Цирих, Швајцарска               |        | 4 x 400 м  | 2:59,85    |                                         |
| 2015   | Европско првенство у дворани   | Праг, Чехословачка              |        | 400 м      | 46,26      |                                         |
| 2015   | Европско првенство у дворани   | Праг, Чехословачка              |        | 4 x 400 м  | 3:02,97    |                                         |
| 2015   | ИААФ Светско првенство штафета | Насау, Бахаме                   | 11.    | 4 x 400 м  | 3:03,23    |                                         |
| 2015   | Летња универзијада             | Квангџу, Јужна Кореја           | 13.    | 400 м      | 46.62      |                                         |
| 2015   | Летња универзијада             | Квангџу, Јужна Кореја           |        | 4 x 400 м  | 3:02,97    |                                         |
| 2015   | Светско првенство              | Пекинг, Кина                    | 11.    | 4 x 400 м  | 3:00,72    |                                         |
| 2016   | Европско првенство             | Амстердам, Холандија            | 6.     | 400 м      | 46,26      |                                         |
| 2016   | Европско првенство             | Амстердам, Холандија            |        | 4 x 400 м  | 3:02,97    |                                         |
| 2016   | Олимпијске игре                | Рио де Жанеиро, Бразил          | 19.    | 400 м      | 45,28      |                                         |
| 2016   | Олимпијске игре                | Рио де Жанеиро, Бразил          | 7.     | 4 x 400 м  | 3:00.50    |                                         |
| 2017   | Европско првенство у дворани   | Београд, Србија                 |        | 400 м      | 46,08      |                                         |
| 2017   | Европско првенство у дворани   | Београд, Србија                 |        | 4 x 400 м  | 3:06,99    |                                         |
| 2017   | ИААФ Светско првенство штафета | Насау, Бахаме                   | 9.     | 4 x 200 м  | 1:24,78    |                                         |
| 2017   | ИААФ Светско првенство штафета | Насау, Бахаме                   | 3. (Б) | 4 x 400 м  | 3:07,89    |                                         |
| 2017   | Светско првенство              | Лондон, Уједињено Краљевство    | 18.    | 400 м      | 45,37      |                                         |
| 2017   | Светско првенство              | Лондон, Уједињено Краљевство    | 7.     | 4 x 400 м  | 3:01,59    |                                         |
| 2017   | Летња универзијада             | Тајпеј, Тајван                  |        | 400 м      | 45,56      |                                         |
| 2017   | Летња универзијада             | Тајпеј, Тајван                  | −      | 4 x 400 м  | НЗ         |                                         |
| 2018.  | Светско првенство у дворани    | Бирмингем, Уједињено Краљевство | 8.     | 400 м      | 46,39      |                                         |
| 2018.  | Светско првенство у дворани    | Бирмингем, Уједињено Краљевство |        | 4 х 400 м  | 3:01,77 СР |                                         |

## Лични рекорди
Стање 31. март 2018.
| Дисциплина    | Рекорд       | Место        | Датум             |
| на отвореном  | на отвореном | на отвореном | на отвореном      |
| ------------- | ------------ | ------------ | ----------------- |
| 200 м         | 20,96        | Варшава      | 20. мај 2017      |
| 400 м         | 45,14        | Амстердам    | 7. јул 2016       |
| 400 м препоне | 50,26        | Краков       | 6. септембар 2014 |
| у дворани     |              |              |                   |
| 200 м         | 21,14        | Торуњ        | 19. фебруар 2017. |
| 400 м         | 46,08        | Београд      | 4. март 2017.     |